# مراد نیازف (تیرانداز)
مراد نیازف (روسی: Марат Атаевич Ниязов؛ ۲۸ سپتامبر ۱۹۳۳ – ۸ آوریل ۲۰۰۹) ورزشکار ورزش تیراندازی اهل ترکمنستان بود.
وی همچنین برندهٔ جوایزی همچون نشان پرچم سرخ کار شده‌است.
وی در مسابقات کشوری و بین‌المللی در مجموع برندهٔ ۳ مدال طلا، ۶ مدال نقره، ۱ مدال برنز شده‌است.